# Anagògies
Les Anagògies (en grec antic: Ἀναγώγια) eren una festivitat celebrada a Èrix (Sicília) en honor d'Afrodita.
Els habitants de la ciutat creien que en un moment determinat de l'any la deessa se n'anava a l'Àfrica (άναγωγή anagogé significa 'partida de les naus') i que tots els coloms de la ciutat i la rodalia se n'anaven amb ella, segons que diu Claudi Elià. Al cap de nou dies, durant el retorn, un colom hauria tornat a la ciutat i s'hauria refugiat al temple, encara que la resta va continuar amb la deessa. Això va ser el senyal per l'alegria general i per una gran festa. Es deia que en un moment donat tota la ciutat feia olor de mantega i això indicava que Afrodita havia tornat.